# Крячун Андрій Васильович (партійний діяч)
Андрій Васильович Крячун (5 липня 1938, місто Сімферополь, тепер Автономна Республіка Крим — 23 липня 2019, місто Ялта, тепер Автономна Республіка Крим) — український радянський діяч, голова Ялтинського міськвиконкому, 1-й секретар Ялтинського міськкому КПУ Кримської області. Член Ревізійної Комісії КПУ в 1986—1990 р.

## Біографія
Освіта вища. У 1960 році закінчив Дніпропетровський інститут інженерів залізничного транспорту.
З 1960 року — конструктор, інженер-інспектор мережевого району «Крименерго» Кримської області. У 1963—1964 р. — секретар Сімферопольського міського комітету ЛКСМУ Кримської області. 
Член КПРС з 1964 року.
У 1966—1977 р. — інструктор Кримського обласного комітету КПУ.
Закінчив Академію суспільних наук при ЦК КПРС.
У 1978—1980 р. — 1-й секретар Кіровського районного комітету КПУ міста Керчі Кримської області.
У березні 1980 — січні 1986 р. — голова виконавчого комітету Ялтинської міської ради народних депутатів Кримської області.
У січні 1986 — 1988 р. — 1-й секретар Ялтинського міського комітету КПУ Кримської області.
У 1988—1993 р. — начальник відділу фельд'єгерського урядового зв'язку у місті Ялті.
У серпні 1993—2010 р. — генеральний директор Республіканського санаторно-медичного підприємства "Санаторний (курортно-оздоровчий) комплекс «Росія»" ВР Автономної Республіки Крим у місті Ялті.
Потім — голова правління «Асоціації курортів Криму», член виконкому Ялтинської міської ради.

## Нагороди
- ордени
- медалі
- заслужений працівник сфери послуг України
- почесний громадянин міста Ялти (1.07.2003)